# Eli Stone
Eli Stone est une série télévisée américaine en 26 épisodes de 42 minutes, créée par Greg Berlanti et Marc Guggenheim et diffusée entre le 31 janvier 2008 et le 11 juillet 2009 sur le réseau ABC, et en simultané au Canada sur le réseau CTV pour la première saison et sur /A\ pour la deuxième saison.
En France, la série devait être diffusée sur TF1 mais elle sera diffusée à partir du 18 juillet 2013 sur HD1, en Belgique, dès le 18 octobre 2014 sur RTL-TVI, et au Québec, à partir du 12 avril 2015 à la Télévision de Radio-Canada.

## Synopsis
Eli Stone est un avocat brillant et ambitieux à qui tout réussit : travail, amour… Mais un jour, il est victime d'hallucinations, jusqu'à apercevoir George Michael performer dans son salon. Il souffre d'un anévrisme intra-crânien, diagnostiqué par son propre frère, Nathan. Pourtant, il va vite s'apercevoir que ses visions ont, selon le Dr Chen, son acupuncteur et ami, un sens divin : Faire de lui, un prophète, un être plus altruiste et apte à faire le bien autour de lui.

## Distribution

### Acteurs principaux
- Jonny Lee Miller (VF : Xavier Fagnon) : Eli Stone
- Victor Garber (VF : Marcel Guido) : Jordan Wethersby
- Natasha Henstridge (VF : Rafaele Moutier) : Taylor Wethersby
- Loretta Devine (VF : Monique Thierry) : Patti Dellacroix
- Sam Jaeger (VF : Axel Kiener) : Matt Dowd
- James Saito (VF : Marc Perez) : Dr Chen (Acupuncteur)
- Matt Letscher (VF : Renaud Marx) : Dr Nathan Stone
- Julie Gonzalo (VF : Caroline Victoria) : Maggie Dekker
- Jason George (VF : Denis Laustriat) : Keith Bennett (récurrent saison 1)

### Acteurs récurrents et invités
- Tom Amandes (VF : Jean-Luc Kayser) : Martin Posner (11 épisodes)
- Tom Cavanagh (VF : Serge Faliu) : Jeremy Stone (8 épisodes)
- Laura Benanti (VF : Marie Zidi) : Beth Keller (6 épisodes)
- Katey Sagal (VF : Martine Meirhaeghe) : Marci Klein (4 épisodes)
- George Michael : George Michael (saison 1, 4 épisodes)
- Pamela Reed : Madame Stone (saison 1, épisodes 1 et 10)
- Katie Holmes : Grace Fuller[8] (saison 2, épisode 2)
- Kerr Smith (VF : Hervé Rey) : Paul Rollins (saison 2, 5 épisodes)

## Épisodes

### Première saison (2008)
Les épisodes de la première saison ont tous pour titre original celui de chansons de George Michael.
1. George est parmi nous (Faith)
2. Retour à l'anormal (Freedom)
3. Il faut sauver le soldat Swain (Father Figure)
4. Comme avant (Wake Me Up Before You Go-Go)
5. Le Nouvel Eli (One More Try)
6. La vérité est dite (Something to Save)
7. Un dragon à terre (Heal the Pain)
8. Avant que tout ne s'effondre (Praying for Time)
9. Une star à la barre (I Want Your Sex)
10. À cœur perdu (Heartbeat)
11. Erreur de jugement (Patience)
12. Tous aux abris (Waiting for That Day)
13. La Vie rêvée d'Eli (Soul Free)

### Deuxième saison (2008-2009)
Le 12 mai 2008, la série est renouvelée pour une deuxième saison de treize épisodes, diffusée à partir du 14 octobre 2008.
1. La Voie (The Path)
2. Touché par la grâce (Grace)
3. Entre les lignes (Unwritten)
4. Séparation forcée (Should I Stay or Should I Go?)
5. Mauvaise herbe (The Humanitarian)
6. Fils contre père (Happy Birthday Nate)
7. À l'aide ! (Help)
8. Le Prix Nobel de la paix (Owner of a Lonely Heart)
9. Cacophonie pastorale (Two Ministers)
10. 4 avocats pour le prix d'un (Sonoma)
11. Combat mortel (Mortal Kombat)
12. Le Parachute doré (Tailspin)
13. Dernier appel pour embarquement (Flight Path)